# (34947) 3298 T-1
3298 T-1 (asteroide 34947) é um asteroide da cintura principal. Possui uma excentricidade de 0.23039230 e uma inclinação de 19.39165º.
Este asteroide foi descoberto no dia 26 de março de 1971 por Cornelis Johannes van Houten e Ingrid van Houten-Groeneveld e Tom Gehrels em Palomar.